# Tonkaephora oshodenella
Tonkaephora oshodenella är en insektsart som beskrevs av Matsumura 1942. Tonkaephora oshodenella ingår i släktet Tonkaephora och familjen spottstritar. Inga underarter finns listade i Catalogue of Life.